# Laskavec ohnutý

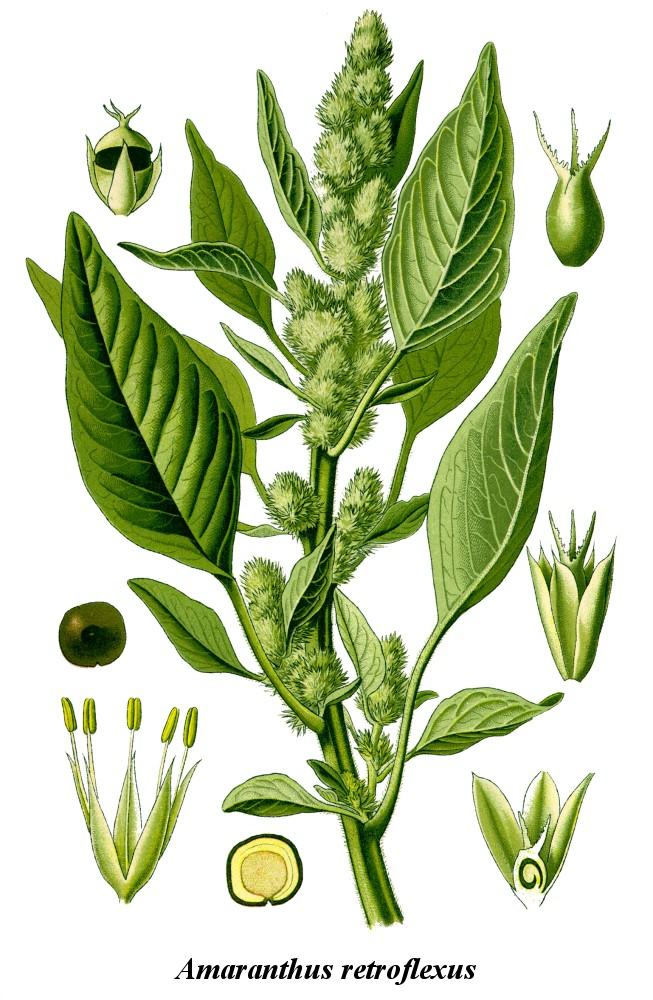
Detaily laskavce ohnutého (Amaranthus retroflexus)

Laskavec ohnutý (Amaranthus retroflexus) je jednoletá plevelná bylina z čeledi laskavcovitých.

## Rozšíření
Je původním druhem v teplejších oblastech Severní Ameriky a postupně byl zavlečen do celého severního mírného pásma. Do Střední Evropy byl postupně přivezen s obilím, olejninami nebo bavlnou. V České republice se těžiště jeho výskytu nacházejí v teplých oblastech nížin a pahorkatin.

## Popis
Je to šedá, žlutozelená až někdy slabě načervenalá, pozdně jarní, jednoletá rostlina s více lodyhami vysokými až 100 cm. Lodyha je přímá, jednoduchá nebo větvená, poněkud rozbrázděná, hustě a krátce chlupatá. Lodyžní listy s huňatými řapíky jsou kosníkové až vejčité, po obou stranách zúžené, na konci tupé až zašpičatělé a po obvodu bývají zvlněné. V noci se listy vztyčují. Kořen je krátký, kulovitý do 15 cm délky, jeho bohaté kořenové vlášení prorůstá do hloubky okolo 1 metru.
Květy v klubíčkách vytvářejí zelenavý až žlutavý hustý lichoklas s postranními větévkami. Listence jsou dvojnásobně dlouhé než okvětí. Tyčinek bývá pět, stejně jako okvětních lístků. Květy jsou malé, jednopohlavné. U samčích květů jsou okvětí prodloužená, kopinatá, na vrcholu uťatá nebo vykrojená, u samičích prodloužená, čárkovitá, delší než plod. Kvete od června do října. Je to rostlina větrosnubná, hmyz ji neopyluje.
Plodem je svraštělá tobolka elipsoidního tvaru s víčkem. Semena jsou lesklá, hnědočerná až černá, čočkovitá, plochá, okrouhlá, asi 1 mm v průměru. Na bázi semene je patrný konec kořínku a kolem obvodu zakřivený zárodek. Pod kořínkem je drobný, nenápadný pupek semenný. Statná rostlina může vyprodukovat za rok až 5000 semen.

## Výskyt
Roste hlavně na sušších, ruderálních stanovištích a v jejich okolích. S oblibou osídluje zahrady, pole s okopaninami a komposty. Roste podél cest a železničních tratí i na dvorech zemědělských a průmyslových objektů. Zvláště statně roste na kypřených a dobře hnojených půdách, snáší i mírné zasolení. Je teplomilná, vzrostlé rostlině nevadí dlouhá období sucha. V chladných podhůřích se málo vyskytuje.

## Rozmnožování
Je to rostlina rozmnožující se výhradně semeny. Ta obvykle po dozrání vypadnou na půdu nebo se při sklizni dostanou mezi semena užitkových rostlin, do kompostu nebo statkového hnoje. Mnohdy se semena drží na uschlých rostlinách i přes zimu. Roznášejí je také přívaly vody nebo silný vítr. Klíčivost si udrží v suchém prostředí asi 3 a v půdě 5 let. Semena po dozrání již ten rok neklíčí, vyklíčí až na jaře.
Mají dvě období klíčení. Nejdříve z jara při teplotách okolo 22 °C vyklíčí semena přikryta půdou, později při teplotách okolo 27 °C vyklíčí ležící na povrchu. Semena jsou kryta silným osemením, nedozralá je nemají tak silná a proto klíčí lépe než vyzrálá. Osemení je propustné pro vodu ale brzdí výměnu plynů, která se zlepšuje při vyšších teplotách nebo při střídání nižších a vyšších teplot. Semenáčky mají zprvu červenavý nádech a bývají dosti dlouho neduživé, ale tehdy se jím vyvíjí kořenový systém. V této fázi potřebují ke zdárnému růstu hodně světla, jinak zakrní. Později začnou listy rychle růst a okolní vegetaci brzy předhoní a zastíní.

## Využití
Ve středoevropských přírodních podmínkách je tato rostlina jednoznačně klasifikována jako úporný plevel, svým množstvím semen dokáže v krátké době zaplevelit veliké oblasti. Nejvíce se vyskytuje v okopaninách, kde se semenáčky začínají objevovat pozdě, až po ukončení jarních prací. Často vyrůstá i na strništích, tam do podzimu ještě přináší mnoho semen i jako nepatrná rostlinka s několika listy.
Laskavec ohnutý, stejně jako většina laskavců, má výživnou hodnotu, obsahuje hodně sacharidů i bílkovin. Z mladých rostlin lze připravovat saláty nebo je upravovat jako špenát, starší rostliny již mají v listech hodně dusitanů. Semena se mohou použít jako krmivo pro drůbež, starší rostliny lze silážovat.

## Galerie

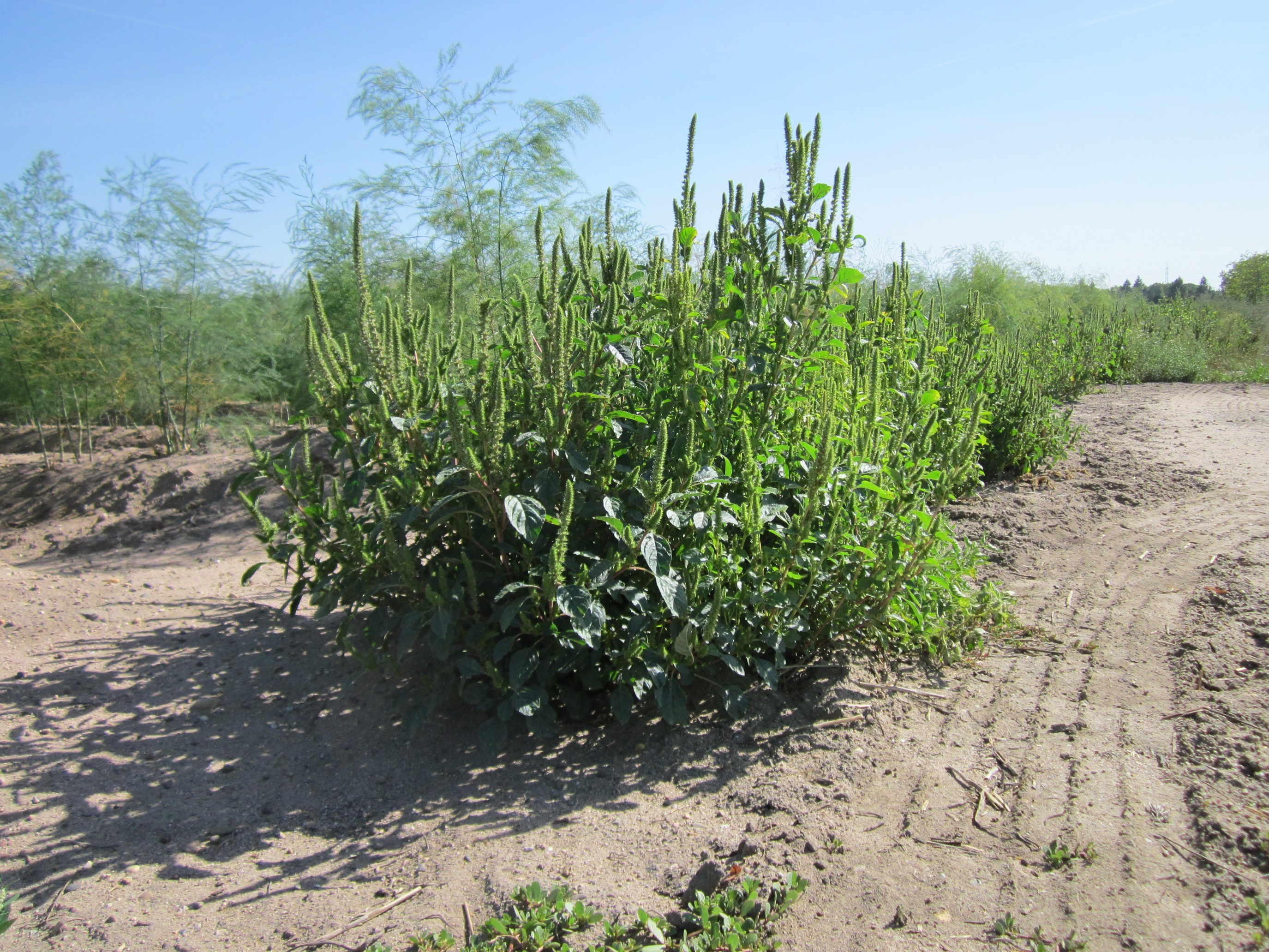
Statná rostlina
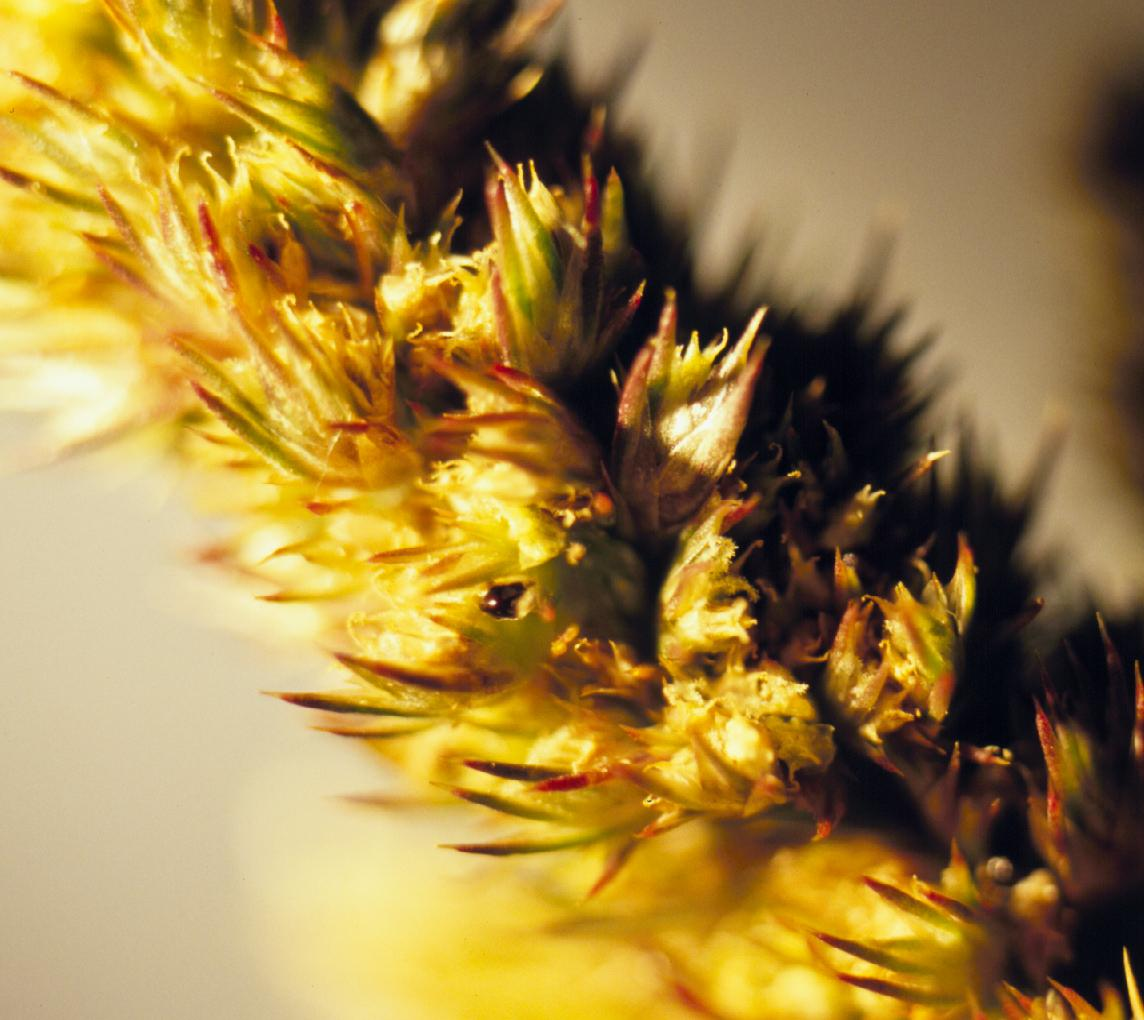
Květenství
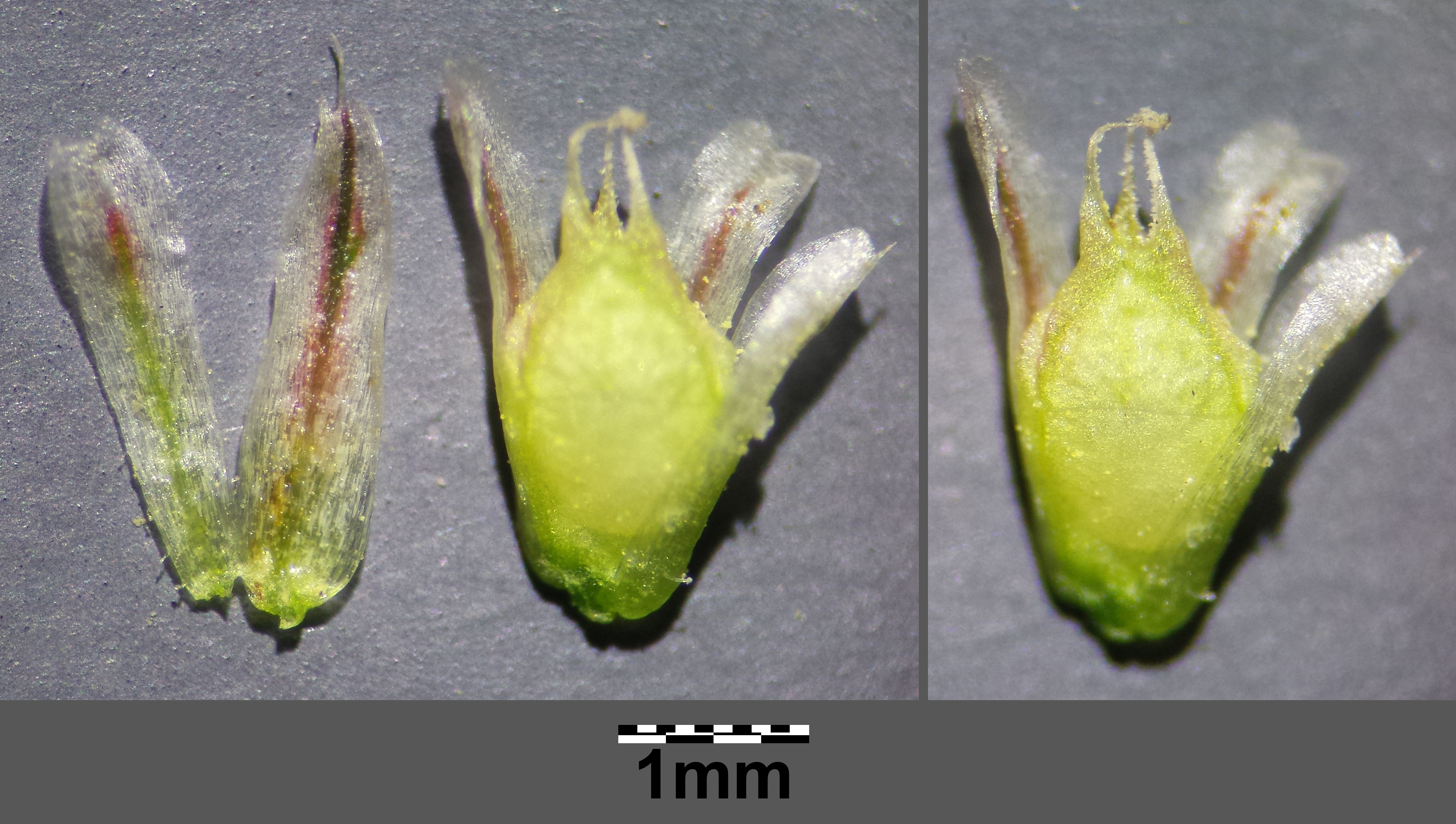
Tobolky
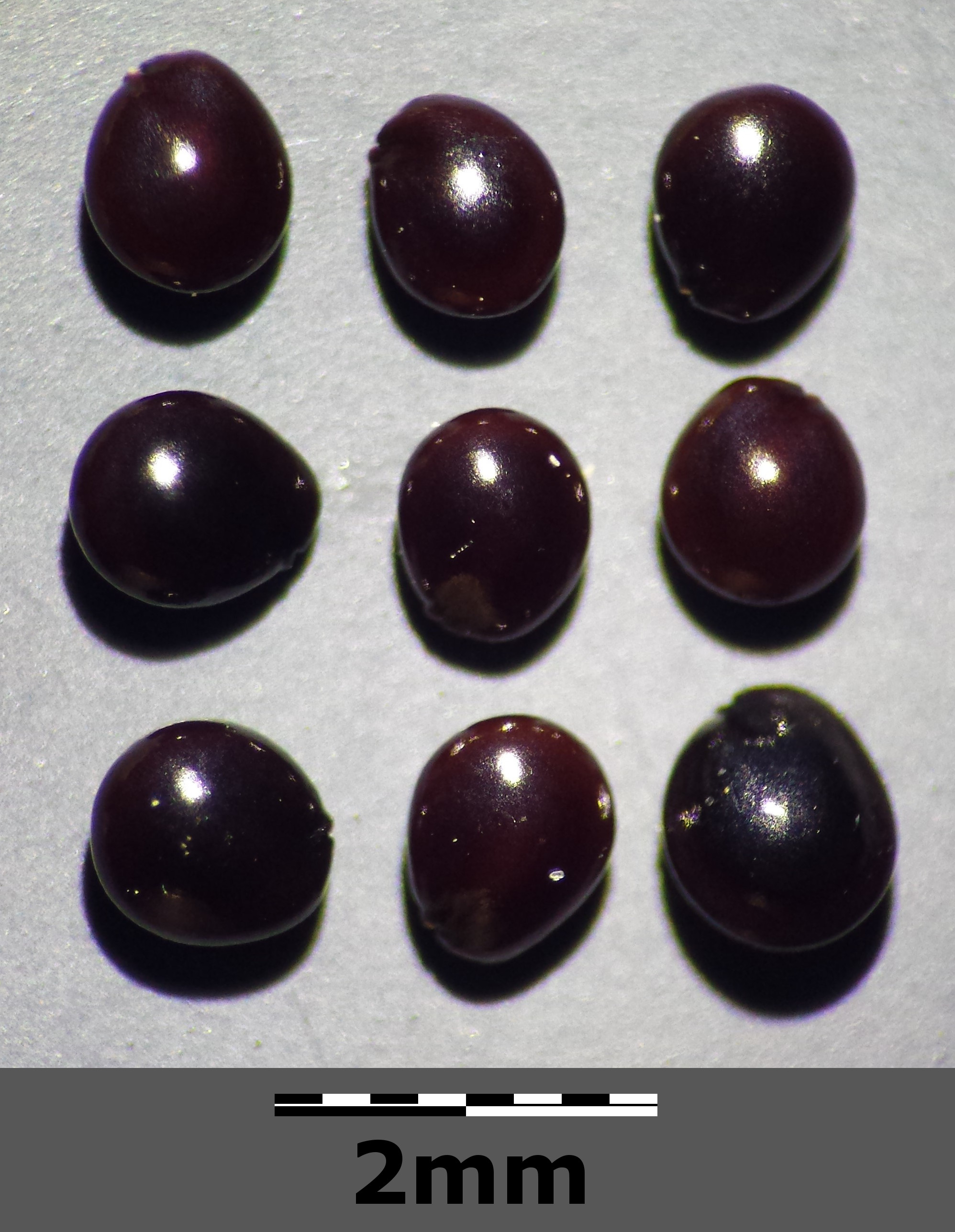
Semena